# Балдасаре Кастиљоне
Балдасаре Кастиљоне (итал. Baldassare Castiglione; Мантова, 6. децембар 1478 — Толедо, 2. фебруар 1529) је био италијански ренесасансни писац, дворанин и дипломата.
Његово најпознатије дело је 'Дворанин' у коме описује понашање, манире и држање једног савршеног дворанина и једне отмене даме, припаднице аристократског друштва, као и идеалан однос између дворанина и његовог владара. 'Дворанин' је постао својеврсни ренесансни приручник за стицање аристократских манира.